# Lac de Tovel
Le lac de Tovel est un lac alpin situé dans le val di Tovel, dans la commune de Ville d'Anaunia, dans le val di Non ( province de Trente), à une altitude de 1 178 m dans le parc naturel Adamello Brenta. Le val di Tovel serpente depuis la ville de Tuenno sur 17 km entre le Monte Peller à l'ouest et le massif de la Campa à l'est, jusqu'à l'imposant massif rocheux du massif de Brenta qui circonscrit la haute vallée où se trouve le lac. 
Le lac de Tovel a également été appelé lac des ours, car il y a des ours bruns dans la vallée et le lac rouge en raison de la rougeur de ses eaux, qui s'est produite jusqu'en 1964 sous l'action d'une algue (Tovellia sanguinea). 

## Caractéristiques
Le lac de Tovel à une superficie de 370 000 m2. Depuis le 19 septembre 1980, le lac est protégé en tant que zone humide d'importance internationale par l'État, conformément à la Convention de Ramsar. 
Outre les principaux affluents, de petites sources disséminées le long de la côte sud-ouest représentent, malgré leur taille limitée, la partie visible de l'iceberg du grand flux d'eau qui alimente le lac directement à partir du fond. Ces eaux de source proviennent de la région de Pozzol, une vaste dépression située à environ un kilomètre en amont, où le ruisseau de Santa Maria Flavona s’écoule et disparaît dans le sol. Le sol, particulièrement poreux, est ensuite traversé par l’eau jusqu’à atteindre l’aquifère ; cela signifie que tous les espaces vides dans le sol sont complètement saturés en eau. Les eaux souterraines ont un mouvement lent mais régulier vers la vallée et les sources représentent le point où l'aquifère rejoint la surface. Le point d'intersection coïncide exactement avec les rives du lac. Dans les eaux du lac, il y a plusieurs espèces de poissons, telles que l'omble chevalier, le vairon, la loche franche et l'alburnus arborella. Il existe à la place des spécimens de couleuvre à collier, un serpent non toxique, autour des eaux du lac
Sur la rive sud du lac se trouve une station météorologique.

## Histoire
L'histoire du lac de Tovel peut être résumée en trois phases historiques spécifiques, séparées par une longue évolution :
- il y a environ 15 000 ans, après la fin de la dernière glaciation, une énorme masse de glace a formé le grand bassin où le lac de Tovel a été formé, beaucoup plus petit qu’aujourd’hui, de forme semi-circulaire et de profondeur qui ne dépassait pas 20 mètres ;
- vers 1597, le niveau du lac a soudainement atteint l'altitude de 1 180 mètres, soit environ 3 mètres plus haut que le niveau actuel. L’essai principal remonte à la propagation des vermiculaires ou des lacs lacie dans les blocs calcaires des rives nord et ouest du lac. La cause de cette augmentation soudaine de la hauteur du lac pourrait être due au détachement de débris des murs à l'est du lac, avec pour conséquence le barrage de l'ancien émissaire ;
- par la suite, une nouvelle érosion de la barrière de lac par l'émissaire a conduit au niveau du lac au niveau actuel de 1 177 m.

## Le lac rouge

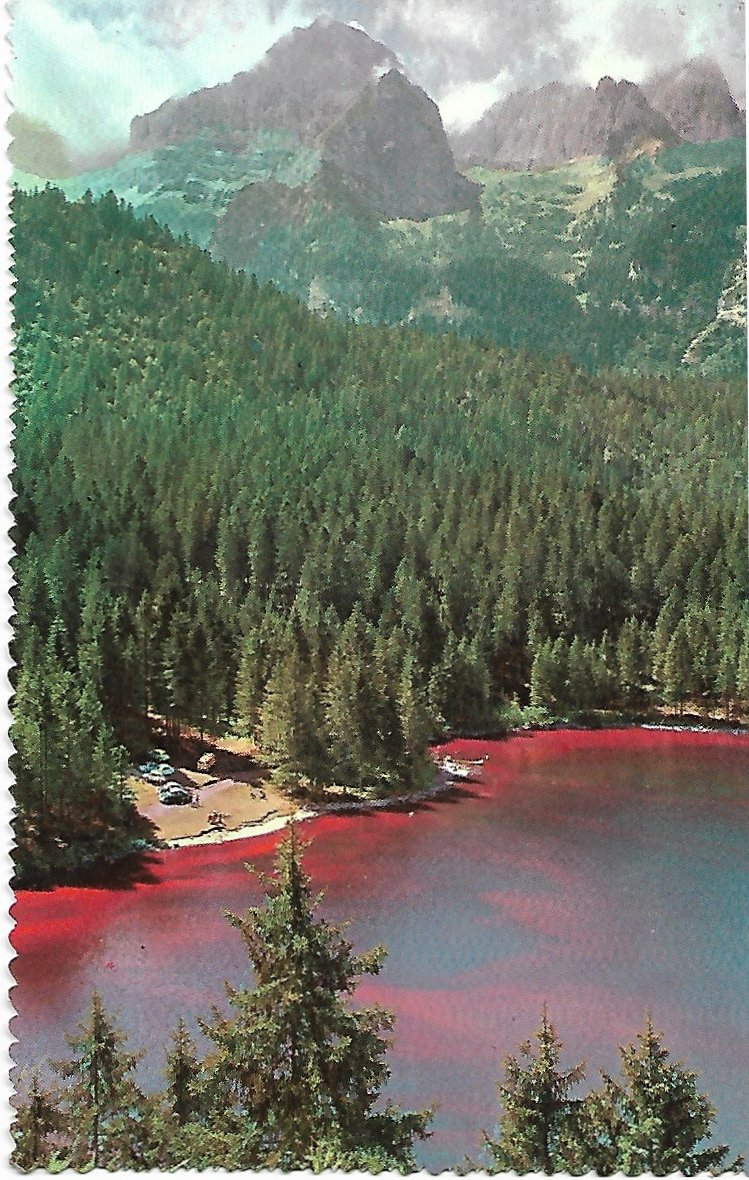
Le lac rougi en 1961.

Le lac de Tovel est connu pour la rougeur caractéristique de ses eaux, consécutive à la floraison d'une algue appelée Tovellia sanguinea. Le phénomène de rougeur s'est produit en été pendant les mois les plus chauds. La dernière forte rougeur du lac de Tovel s’est produite à l’été 1964, mais on a mentionné de nouveau ce phénomène au cours des années suivantes, 1965 et 1967, puis de nouveau en 1977 et 1978, puis de légers signes de rougeur en 1982 et 1983. Auparavant, l’algue considérée comme responsable de ce changement était le Glenodinium sanguineum, à la suite d’études menées par le professeur Edgardo Baldi, un illustre hydrobiologiste italien, à la fin des années trente. 
Les études récentes menées depuis 2001 dans le cadre du projet SALTO, Studio sul mancato arrossamento del Lago di Tovel, ont établi que la disparition du phénomène de rougeur est due au manque de charge organique (azote et phosphore) provenant des modalités de transhumance des troupeaux de bovins qui paissaient près du lac. Ces substances, s’écoulant dans le lac, ont largement contribué à la floraison de Tovellia sanguinea. Depuis les années 1960, l'évolution de la gestion des animaux dans les pâturages et la disparition quasi totale des troupeaux qui restaient dans les hauts pâturages expliquent la diminution de l'apport de cette charge organique et donc la cessation du phénomène de floraison des algues, . Tablellia a récemment été identifiée dans au moins un autre lac alpin, le Seealpsee en Suisse. 
Les écrivains locaux qui ont décrit le lac au début du XIXe siècle, Jacopo Antonio Maffei en 1805 et Gioseffo Pinamonti en 1829, ne font aucune mention de la couleur inhabituelle de l'eau du lac, citant à la fois l'exceptionnel la qualité de l'omble qui y était pêché et décrivant d'autres légendes et curiosités, y compris celle qui, parfois, en hiver, le lac gelait si profondément qu'il pouvait passer dessus avec des charrettes. 
La première nouvelle concernant les eaux rouges du lac, qui remonte au voyage qu'il a fait au lac de Tovel en 1864, est de l'explorateur anglais Douglas William Freshfield. Dans le livre Italian Alps, publié en 1875, il relate ses voyages et ses exploits en montagne, décrivant également la vallée de Tresenica (val di Tovel). 
Un autre représentant typique du phytoplancton présent dans le lac Tovel est la Flagilaria tenera, un type d'algue libre unicellulaire appartenant au groupe des diatomées. Également dans le lac, il y a aussi l'algue benthique macroscopique Chara aspera et le Ranunculus trichonhyllus. 

## Légende
Selon une légende locale, la princesse Tresenga, fille du dernier roi de Ragoli, vivait jadis dans la région : on lui a demandé en tant qu'épouse de nombreux prétendants, mais elle les a tous refusés. L'un d'entre eux, Lavinto, roi de Tuenno, ne s'est pas résigné et, lorsque ses offres ont été rejetées pour la énième fois, il a envoyé une armée contre Ragoli dans le but de convaincre Tresenga de donner des conseils plus avisés. Il se trouve que ni elle ni son peuple ne veulent être soumis par le roi arrogant de Tuenno et, bien que leur force et leur nombre soient inférieurs, ils répondent à l'attaque. la princesse elle-même ne recula pas et se dirigea vers la tête de son peuple. La bataille a eu lieu sur les rives du lac et a vu les villageois de Ragoli succomber sous les coups des soldats de Tuenno. Tresenga a finalement trouvé sa mort aux mains de Lavinto, qui l'a tuée d'un coup d'épée. À la fin de la journée, le lac était rouge du sang des morts et on dit que c’est pour cette raison que, même aujourd’hui, il est coloré, pour rappeler le courage des habitants de Ragoli et de leur princesse qui reste encore la nuit sur les rives du fleuve. lac qui pleure pour le destin de son peuple,. 

## Station limnologique
La station limnologique du lac de Tovel, créée en 2003 dans le cadre du projet Life-Tovel, est utilisée depuis 2006 pour les activités de recherche de la section de limnologie et algologie du lac de Tovel et pour la réalisation d’écoles d’été pour étudiants universitaires, activités éducatives pour les écoles et pour l'interprétation et la médiation scientifique pour le public. Toutes les activités sont réalisées en collaboration avec le parc naturel provincial Adamello-Brenta et la municipalité de Tuenno.

## Galerie

Images du lac
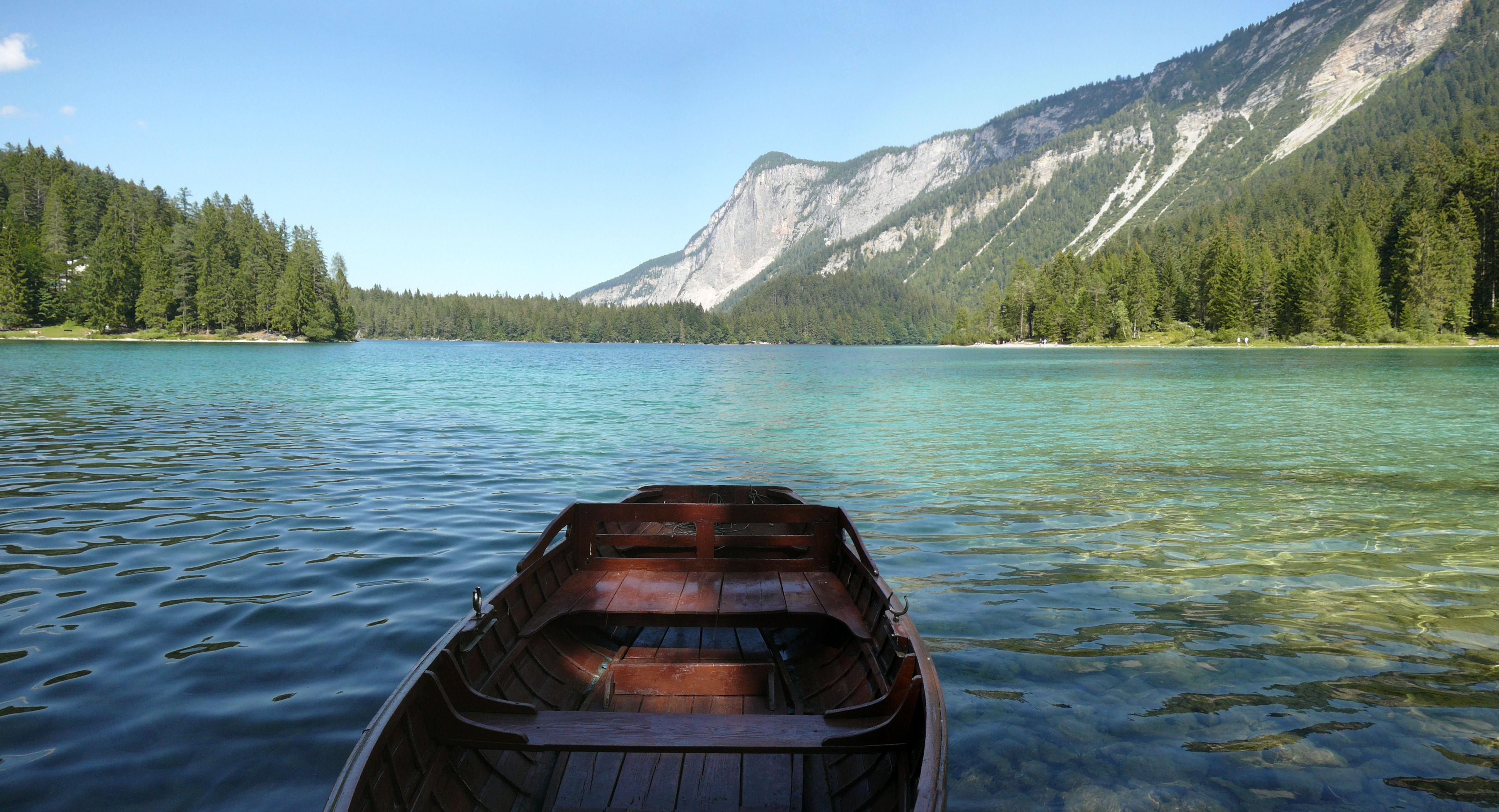
Une autre vue du lac de l'ouest
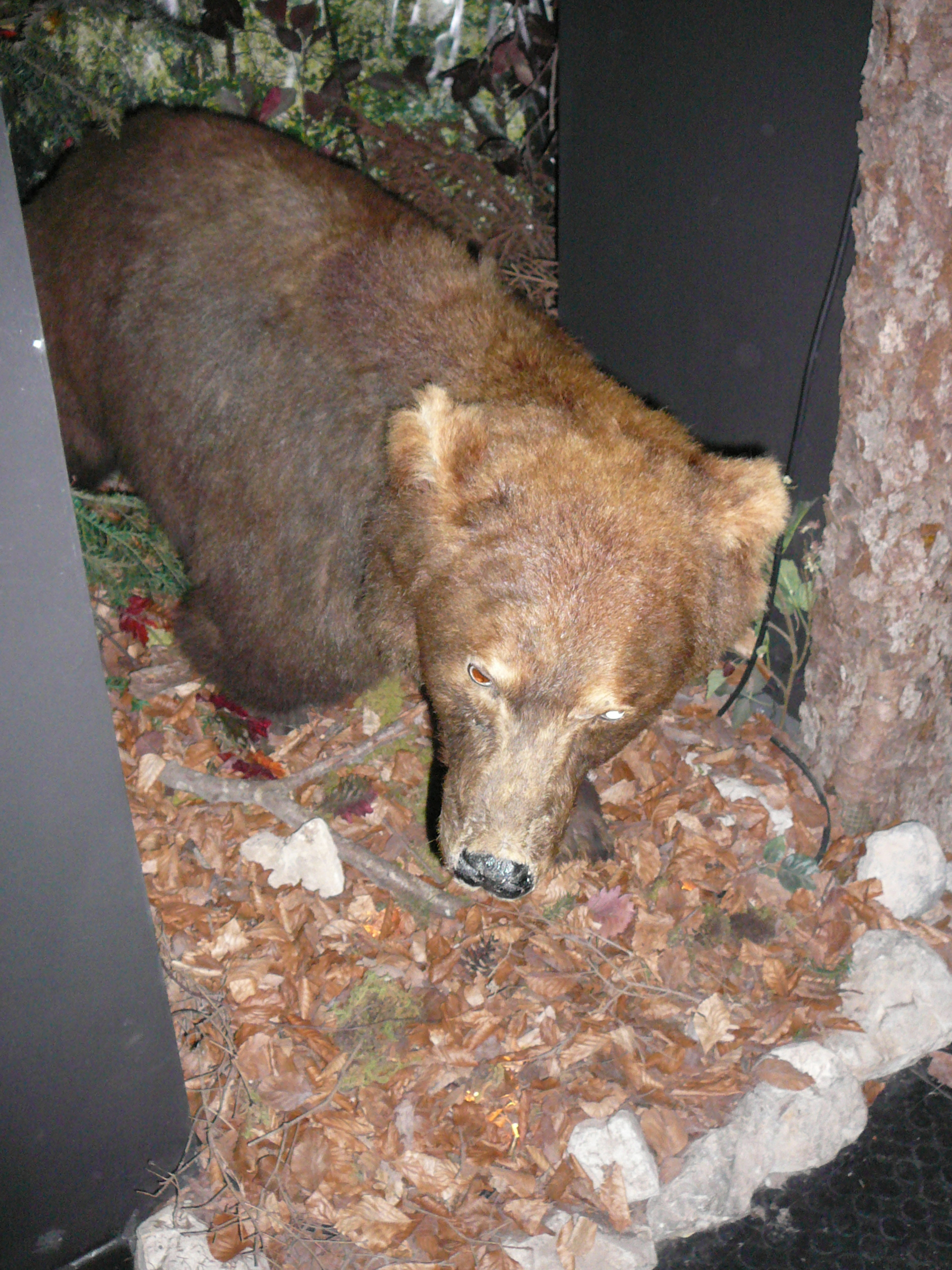
Spécimen d'ours brun empaillé au centre d'information.
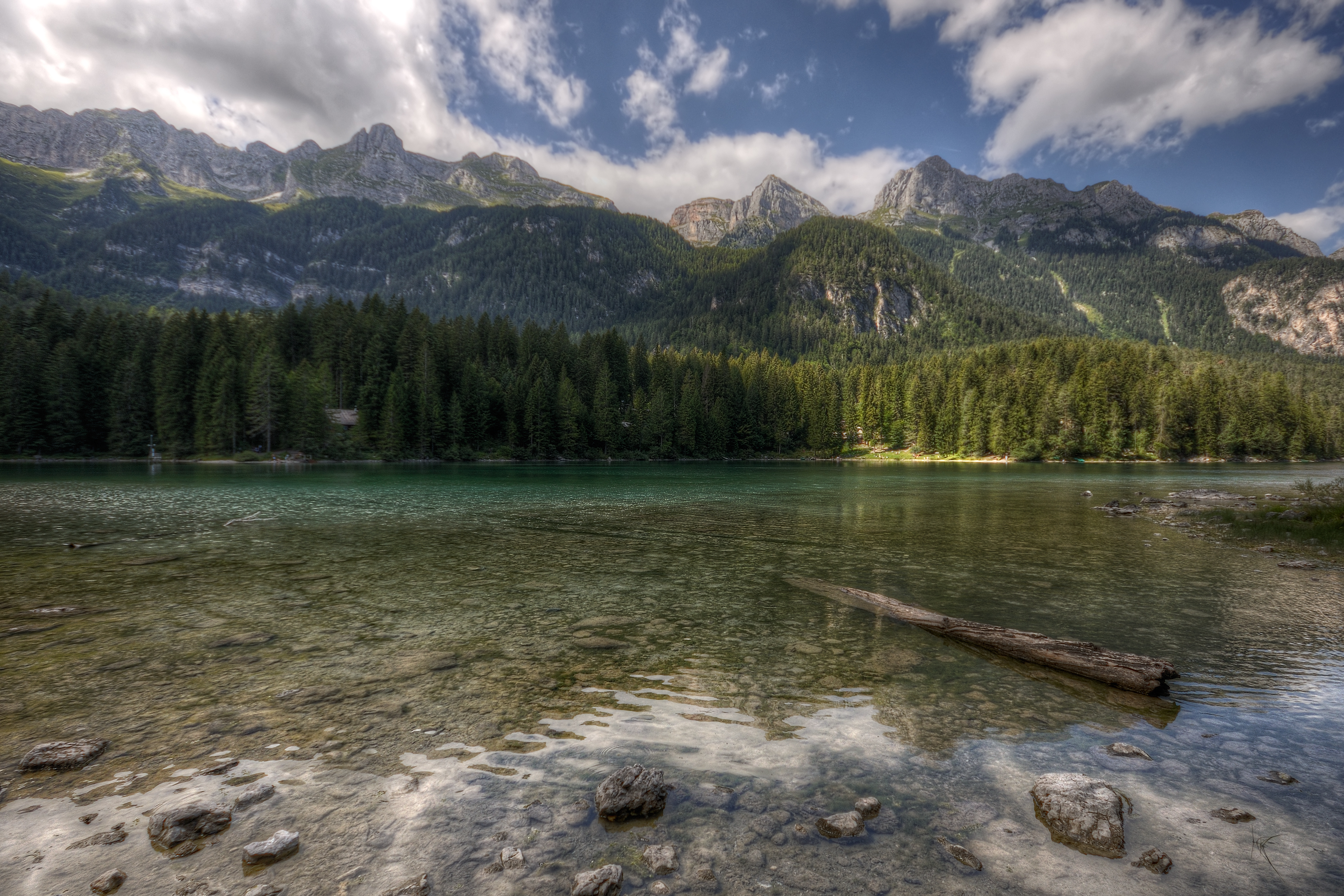
Le lac de Tovel.
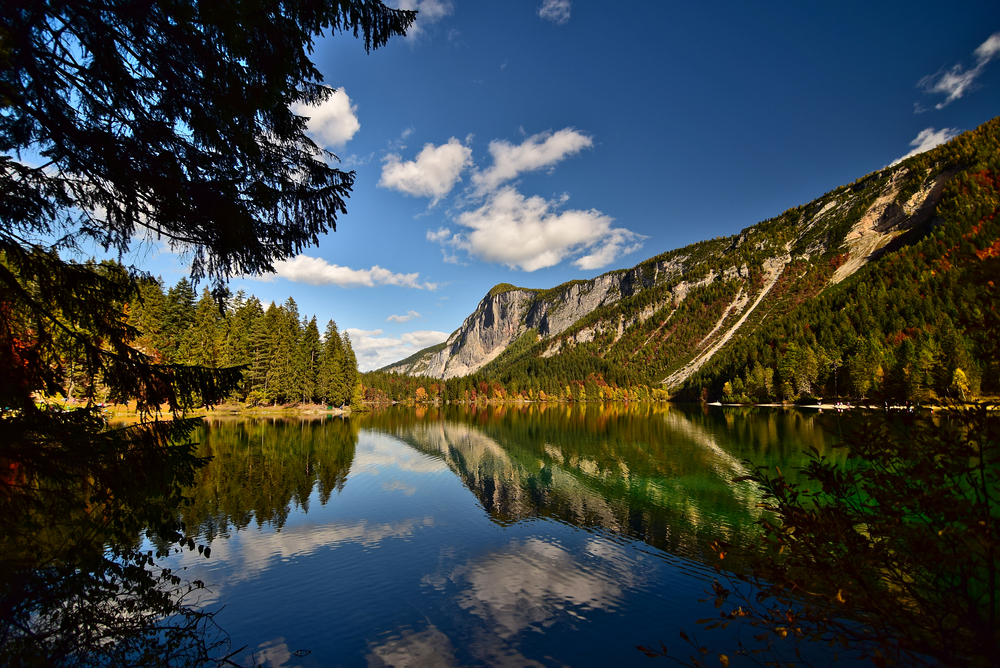
Le paysage autour du lac aux couleurs de l'automne.
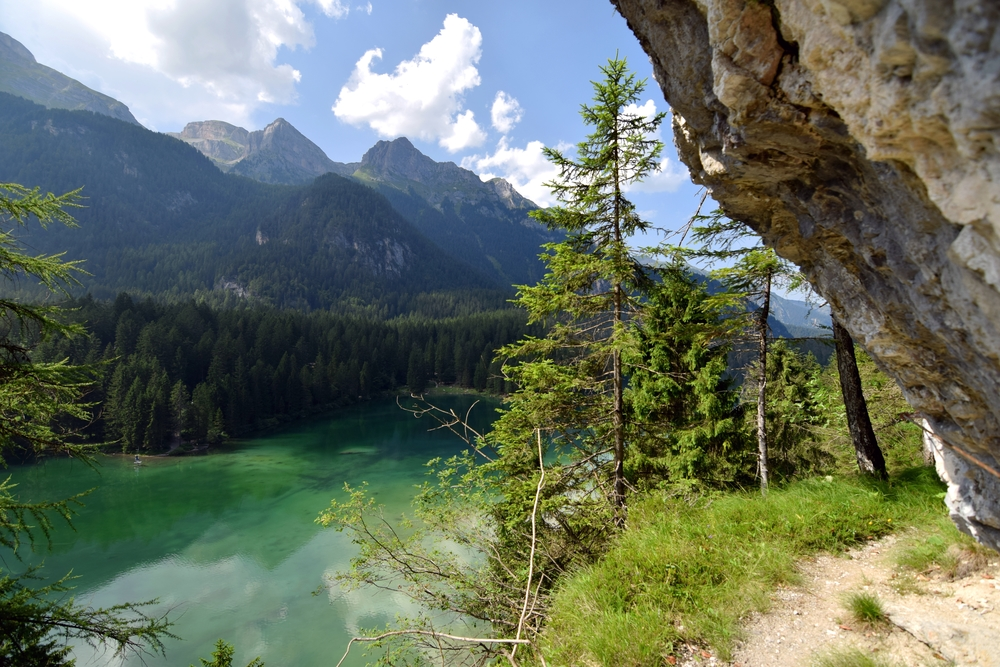
Vue du lac d'en haut.